# مجد كم ألماز
مجد كم ألماز (6 يناير 1958 - يوليو 2017) هو طبيب نفسي أمريكي من «أرلينغتون، فرجينيا», أعتقل في سوريا منذ عامين. ناشد أطفاله دونالد ترامب للمساعدة .انتشرت قصته على شبكات الأخبار الأمريكية الرئيسية. يقال إنه مصاب بالسكري.